# Ace Frehley (álbum)
Ace Frehley es el primer álbum de estudio de Ace Frehley, guitarrista y vocalista de la banda de hard rock estadounidense Kiss. Salió a la venta el 18 de septiembre de 1978 a través de Casablanca Records, al igual que los debuts en solitario de sus tres compañeros en el grupo: Peter Criss, Gene Simmons y Paul Stanley. El músico, que contó con la colaboración de Eddie Kramer como productor, grabó la mayoría de las canciones con el batería Anton Fig y apenas recurrió a músicos de sesión. 
El disco llegó hasta el puesto 26 del Billboard 200, aunque sería el sencillo «New York Groove» el que cosechara un éxito mayor, al llegar hasta la decimotercera posición del Billboard Hot 100. Tras su lanzamiento recibió principalmente reseñas positivas y con el paso del tiempo, varias publicaciones lo han situado como el mejor de los cuatro álbumes en solitario.

## Trasfondo

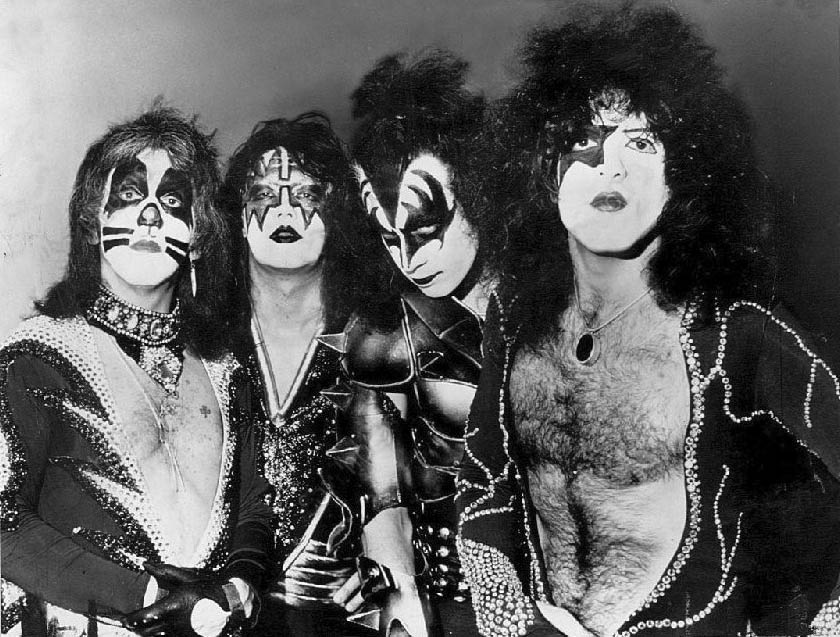
Los cuatro miembros de Kiss —Criss, Frehley, Simmons y Stanley— publicaron sus debuts en solitario el mismo día.

Hacia 1978, Kiss era todo un fenómeno cultural y venía de pasar casi todo el año 1977 de gira. Era una de las bandas que más recaudaba, había llenado el estadio Budokan (Tokio) cinco noches seguidas, superando el récord de The Beatles. Ganó un premio People's Choice y una encuesta de Gallup la había situado como la agrupación más popular de los Estados Unidos. Adicionalmente había tenido cuatro álbumes dentro del Billboard 200 en la misma semana. Además, el grupo vendía objetos de merchandising como muñecos, juguetes, camisetas o cómics, que junto con las ventas de sus discos, llevaron a que sus ingresos brutos de 1977 superaran los diez millones de dólares. Tras el éxito alcanzado, el mánager Bill Aucoin decidió llevar al conjunto al siguiente nivel y potenciar su imagen de superhéroes con la película Kiss Meets the Phantom of the Park y el lanzamiento de cuatro trabajos en solitario de sus miembros, algo que no se había realizado con anterioridad. Aunque los cuatro componentes —Ace Frehley (guitarra), Peter Criss (batería), Gene Simmons (bajo) y Paul Stanley (guitarra)—, coincidieron en que la idea de los álbumes en solitario había sido de Aucoin, los dos últimos destacaron en sus autobiografías que el mánager tomó la decisión para complacer a Frehley que quería abandonar la banda, Sin embargo, Simmons ya había hablado sobre grabar un disco por su cuenta en una entrevista en julio de 1977.

## Grabación

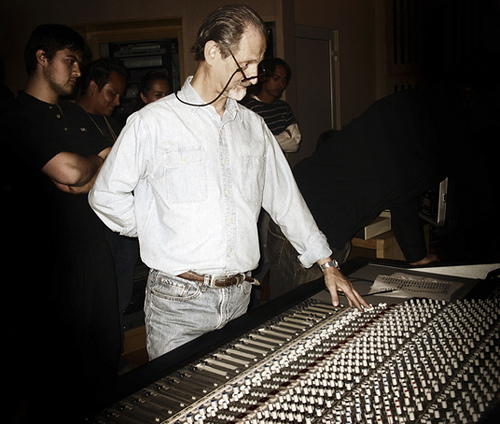
Eddie Kramer, que ya había trabajado con anterioridad con la banda, fue el seleccionado para las labores de producción.

La primera decisión que tomó Frehley para su álbum fue la contratación de Eddie Kramer, quien ya había producido la mayoría de trabajos de Kiss. Por su parte, para el puesto de batería optó por Criss, pero, ya que éste estaba ocupado con su propio disco, un viejo amigo y el propio Kramer le aconsejaron recurrir al sudafricano Anton Fig. El hecho de que dos personas sin relación le recomendaran a dicho percusionista llevó al guitarrista a pensar en que era el destino el que quería que se encontraran y tras realizarle una audición en un estudio del Bronx, le reclutó. Por otra parte, Frehley se encargó de cantar, tocar las guitarras, el sintetizador y de grabar la mayoría de las pistas de bajo. El proceso de grabación comenzó en abril de 1978, en la mansión Colgate de Connecticut, donde Kramer, para explorar la diferente acústica de cada habitación, situó la batería en el primer rellano de la escalera, el bajo en el salón, los amplificadores en la principal sala de estar y la guitarra acústica en la biblioteca. El guitarrista además apenas puso restricciones al productor y le instó a «no tener miedo a intentar cosas locas». Frehley también había considerado contratar cantantes profesionales, ya que hasta entonces solo había cantado dos canciones de Kiss y no se consideraba un vocalista, sin embargo, cambió de idea y en su opinión su canto «salió mejor de lo que esperaba».
Tras terminar las pistas básicas en Connecticut, la grabación continuó en los estudios Plaza Sound de Nueva York, donde realizaron los arreglos finales. Además de Fig, el disco contó con la participación de otros músicos de sesión: Will Lee grabó el bajo en tres temas, Carl Tallarico tocó la batería en «Fractured Mirror»; David Lasley, Susan Collins y Larry Kelly cantaron coros, Bobby McAdams, amigo y técnico de guitarra de Frehley, se encargó del talk box en «New York Groove», ya que el guitarrista era incapaz de manipularlo mientras tocaba su instrumento y el asistente de Kramer, Bill «Bear» Scheniman, tañó la campana. Ante la necesidad de incluir una pieza más comercial, el asistente de Kramer recomendó versionar «New York Groove», compuesta por Russ Ballard, y pese a que ya la habían grabado en Connecticut, los músicos volvieron a trabajar en ella desde el principio en Nueva York.

## Música

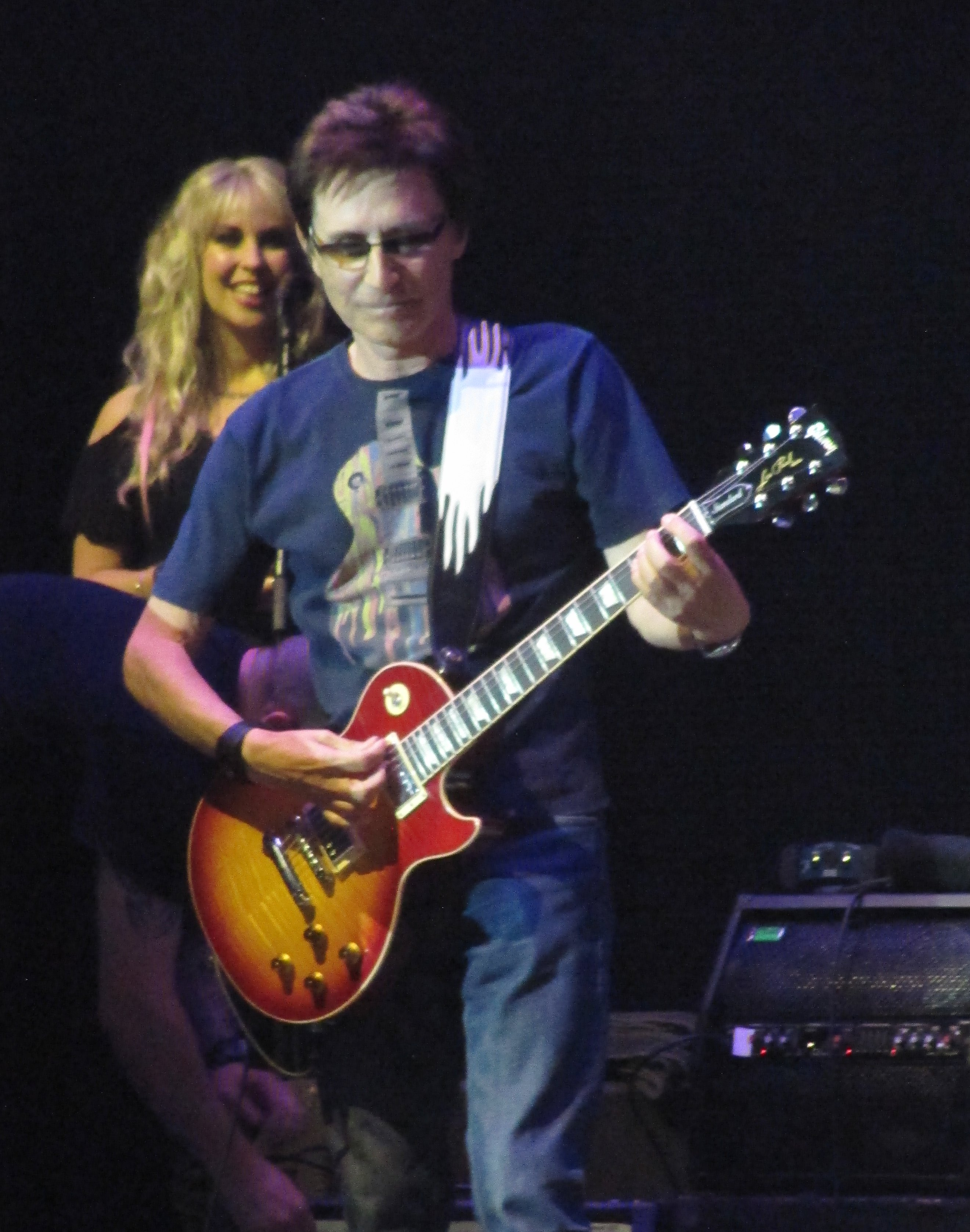
El álbum incluyó el tema «New York Groove», compuesto por Russ Ballard (en la fotografía) y que sería publicado como sencillo. Originalmente grabado por Hello, Ballard admitió que de todas las versiones que se hicieron, la de Ace Frehley es la que más le gusta más y es la que «más alta llegó en las listas de ventas».

El álbum comienza con «Rip It Out» en la que Frehley canta sobre «una exnovia mentirosa que le arrancó el corazón (y presumiblemente se lo mostró mientras aún latía)». «Speedin' Back to My Baby», compuesta por el guitarrista y su esposa Jeanette, trata sobre el primero tratando de llegar a casa de su chica. Según Bobby McAdams, «él le dejó a ella escribir una línea para acreditarla como compositora y sosegarla». En «Snow Blind», Frehley habla sobre «estar perdido en el espacio y que no le gusta cantar» y, aunque llegó a sugerir que su letra está inspirada en una tormenta de nieve, también podría estar orientada al consumo de cocaína, como la canción homónima de Black Sabbath. En «Ozone», el músico utilizó una guitarra de doce cuerdas, así como un sintetizador de guitarra ARP y su letra está dictada por las drogas. «What's on Your Mind?» también incorporó el sonido de la guitarra de doce cuerdas y en ella, Frehley expresa sus sentimientos acerca de una mujer, de cómo no puede entenderla y como le gustaría volver a estar con ella.
La cara B empieza con «New York Groove», escrita por Russ Ballard, guitarrista de la banda Argent, en 1975. Este había escrito la frase «back in the New York Groove» —en español: Regreso al ritmo de Nueva York— durante un viaje en avión a dicha ciudad y tras regresar al Reino Unido, el gerente del grupo Hello, le pidió una nueva canción. Ballard, con Bo Diddley como inspiración, la completó con «la idea de alguien que regresa a Nueva York y que canta sobre la experiencia». Hello la publicó como sencillo ese mismo año y llegó al top 10 en el Reino Unido, Alemania e Irlanda, sin embargo, a pesar de este éxito en las listas, Frehley declaró no haberla escuchado nunca, aunque como él mismo reconoció: «O quizá lo hice [escucharla] y simplemente no puedo acordarme». El guitarrista admitió que era un tema adecuado para un chico de El Bronx como él y que «fue una desviación total tanto del estilo y gusto personal de Kiss como del mío, pero era absolutamente la pista correcta en el momento correcto». «I'm in Need of Love» es una pieza orientada al blues, mientras que su letra es una plegaria al amor. «Wiped-Out» refleja en su temática «una noche de excesos» y en su introducción, Frehley imita el comienzo de la canción de título similar «Wipe Out» de The Surfaris. El disco finaliza con la pieza instrumental «Fractured Mirror» que comienza con el sonido de campanas y para el cual el guitarrista empleó una guitarra de doble mástil que incorporaba una mandolina.

## Recepción

### Comercial
Ace Frehley, al igual que Gene Simmons, Peter Criss y Paul Stanley, salió a la venta el 18 de septiembre de 1978 a través de Casablanca Records. La discográfica, confiada de que serían un éxito comercial, envió a las tiendas estadounidenses cinco millones de copias, lo que garantizaba que los cuatro obtuvieran la certificación de platino de la RIAA sin la necesidad de vender ni una sola de ellas. Casablanca también invirtió unos dos millones y medio de dólares para una campaña de promoción masiva que incluía anuncios en televisión, radio, periódicos y revistas, así como dosieres de prensa para los periodistas. Finalmente ninguno de los cuatro trabajos tuvo un gran impacto en las listas debido a la dificultad económica que suponía a los aficionados comprar cuatro vinilos. Cada uno de ellos vendió entre 600 000 y 700 000 USD, un fracaso para el sello que esperaba alcanzar los ocho millones y que provocó que las tiendas devolvieran millones de copias. Ace Frehley sería el segundo de los cuatro que mejores posiciones alcanzaría en las listas, solo superado por Gene Simmons y llegó a los puestos 26, 34 y 48 del Billboard 200, del Canadian Albums Chart y del Kent Report Albums Chart, respectivamente. Por otra parte, el sencillo «New York Groove» se convirtió en el más exitoso de todos los extraídos de los cuatro álbum y llegó al número 13 del Billboard Hot 100, una posición que solo habían superado anteriormente dos canciones del conjunto; además alcanzó el cuarto puesto en la Springbok Radio surafricana y subió al top 30 del Canadian Singles Chart, del Kent Report Singles Chart y del New Zealand Singles Chart.

### Crítica
Tras su lanzamiento, Ace Frehley recibió principalmente buenas reseñas por parte de las crítica especializada. Geoff Barton de Sounds destacó que «suena indistinguible de un álbum de Kiss original» y que «no hay sutilezas evidentes. Frehley no es un vocalista pero eso no importa lo más mínimo, está todo en perfectamente consonancia con la naturaleza sin refinar del LP», además sentenció que el disco de Paul Stanley sería el mejor «si no fuera por el remarcable trabajo de Ace Frehley». Billy Altman del The Village Voice opinó que «maldita sea, este no es solo el mejor de los cuatro trabajos en solitario, sino un disco de hard rock bastante bueno» y que «aquí hay una fuerza sin pretensiones que avergüenza a los otros chicos de Kiss». Joel McNally del Summit Press escribió que «este es probablemente el trabajo más agresivo» y que los títulos de las canciones «detectan cierta temática destructiva». Dave Marsh de Rolling Stone consideró que «solo Simmons y Frehley dan buenos productos» y que «el de Frehley es mejor porque se apega al enfoque clásico del heavy metal de Kiss».
Con el paso del tiempo, obtuvo igualmente críticas positivas. Greg Prato de Allmusic relató que de los cuatro álbumes «el mejor es el del guitarrista Ace Frehley. De manera similar al de Stanley, Frehley no se alejó mucho del esperado sonido pesado de Kiss, pero Ace estaba equipado con mejores composiciones [...] Frehley demostró de una vez por todas que no era simplemente un músico de respaldo para los mandamases de Kiss». Jason Josephes de Pitchfork se preguntó que «¿quien habría adivinado que Ace tendría el mejor del grupo?» y remarcó que «más de la mitad de las canciones aquí suenan mejor que el exagerado rock clásico y la gran cantidad de bandas actuales que simplemente no han descubierto cómo rockear». Rustyn Rose de Examiner decidió que «fue fácilmente el más pesado y poderoso del conjunto». Paul Elliot de Classic Rock apuntó que «lo que Ace entregó fue una obra humeante y dura de hard rock con destellos de su humor mentecato». El sitio web Ultimate Classic Rock destacó que el guitarrista «entregó un conjunto sorprendentemente consistente y pegadizo de canciones de hard rock» y lo emplazó como el quinto mejor disco de la discografía de Kiss.

## Lista de canciones
Todas las canciones compuestas por Ace Frehley excepto donde se indique.
| Cara A |                            |                                     |          |  |
| N.º    | Título                     | Escritor(es)                        | Duración |  |
| 1.     | «Rip It Out»               | Ace Frehley, Larry Kelly, Sue Kelly | 3:40     |  |
| 2.     | «Speedin' Back to My Baby» | A. Frehley, Jeanette Frehley        | 3:37     |  |
| 3.     | «Snow Blind»               |                                     | 3:55     |  |
| 4.     | «Ozone»                    |                                     | 4:43     |  |
| 5.     | «What's on Your Mind?»     |                                     | 3:28     |  |

| Cara B |                                      |                       |          |  |
| N.º    | Título                               | Escritor(es)          | Duración |  |
| 6.     | «New York Groove» (versión de Hello) | Russ Ballard          | 3:03     |  |
| 7.     | «I'm in Need of Love»                |                       | 4:39     |  |
| 8.     | «Wiped-Out»                          | A. Frehley, Anton Fig | 4:13     |  |
| 9.     | «Fractured Mirror» (instrumental)    |                       | 5:26     |  |
| 36:44  |                                      |                       |          |  |

Fuente: Allmusic.

## Créditos
- Ace Frehley - voz, coros, guitarra eléctrica, guitarra acústica, bajo, sintetizador

| Músicos de sesión - Anton Fig - batería, percusión - Will Lee - bajo (pistas 4, 7-8) - Carl Tallarico - batería (pista 9) - David Lasley, Susan Collins - coros (pistas 2, 5-6) - Larry Kelly - coros (pista 1) - Bill «Bear» Scheniman - campana (pista 9) - Bobby McAdams - talk box (pista 6) | Producción - Eddie Kramer - producción, ingeniería - Ace Frehley - producción - Rob Freeman - ingeniería - Eric Block, Don Hunerburg - asistentes de ingeniería - George Marino - masterización - Eraldo Carugati - portada |

Fuentes: Libreto de Ace Frehley y Allmusic.

## Posiciones en la listas
| País           | Lista                    | Mejor posición | Ref.   |
| -------------- | ------------------------ | -------------- | ------ |
| Australia      | Kent Report Albums Chart | 48             | [ 40 ] |
| Canadá         | Canadian Albums Chart    | 34             | [ 39 ] |
| Estados Unidos | Billboard 200            | 26             | [ 38 ] |

| País              | Lista                     | Mejor posición    | Ref.              |
| «New York Groove» | «New York Groove»         | «New York Groove» | «New York Groove» |
| ----------------- | ------------------------- | ----------------- | ----------------- |
| Australia         | Kent Report Singles Chart | 29                | [ 40 ]            |
| Canadá            | Canadian Singles Chart    | 25                | [ 44 ]            |
| Estados Unidos    | Billboard Hot 100         | 13                | [ 41 ]            |
| Nueva Zelanda     | Top 40 Singles            | 24                | [ 45 ]            |
| Sudáfrica         | Springbok Radio           | 4                 | [ 43 ]            |

## Certificaciones
| País           | Certificación | Ventas | Ref.   |
| -------------- | ------------- | ------ | ------ |
| Canadá         | Oro           | 50 000 | [ 58 ] |
| Estados Unidos | Platino       | 1 000  | [ 59 ] |